# Karel Elodie Ziketh
Karel Elodie Ziketh (* 23. September 1991 in Orsay) ist eine ivorische Hürdenläuferin, die auch die französische Staatsbürgerschaft besitzt.

## Sportliche Laufbahn
Erste internationale Erfahrungen sammelte Karel Elodie Ziketh bei den Afrikameisterschaften 2016 in Durban, bei denen sie in 13,68 s den sechsten Platz belegte. Im Jahr darauf siegte sie bei den Spielen der Frankophonie in Abidjan in 44,22 s mit der ivorischen 4-mal-100-Meter-Staffel und konnte ihr Rennen im Hürdenlauf nicht beenden. Anschließend schied sie bei der Sommer-Universiade in Taipeh mit 14,40 s im Vorlauf aus, wie auch bei den Hallenweltmeisterschaften 2018 in Birmingham mit 8,43 s im 60-Meter-Hürdenlauf. Im August wurde sie bei den Afrikameisterschaften in Asaba in 13,70 s Fünfte im Hürdenlauf und sicherte sie sich mit der Staffel in 44,40 s die Silbermedaille hinter Nigeria. Im Jahr darauf gelangte sie bei den Afrikaspielen in Rabat bis in das Finale, konnte ihren Lauf dort aber nicht beenden. 2022 startete sie im 100-Meter-Lauf bei den Afrikameisterschaften in Port Louis und schied dort mit 11,78 s im Halbfinale aus.

## Persönliche Bestzeiten
- 100 Meter: 11,41 s (+1,8 m/s), 2. Mai 2021 in Clermont
  - 60 Meter (Halle): 7,51 s, 19. Januar 2018 in Clemson
- 100 m Hürden: 13,28 s (+0,4 m/s), 21. Juni 2019 in Decatur
  - 60 m Hürden (Halle): 8,18 s, 19. Januar 2018 in Clemson